# Jetsonowie spotykają Flintstonów
Jetsonowie spotykają Flintstonów (ang. The Jetsons Meet the Flintstones) – amerykański pełnometrażowy film animowany z 1987 roku. Zrealizowany na podstawie seriali Flintstonowie i Jetsonowie.

## Fabuła
Flintstonowie i Jetsonowie mają okazję do nawiązania bliższej znajomości. Syn George’a Jetsona, Elroy buduje wehikuł czasu, rodzina bierze to za żart, ale wszyscy zgadzają się wypróbować wynalazek. Machina ma ich przenieść w przeszłość, ale przez psa Astro cofają się do epoki kamienia łupanego, spotykając Flintstonów i Rubble'ów będących wówczas na wakacjach. Rodzina Jetsonów chce wrócić do swoich czasów, jednak zamiast nich to Flintstonowie i Rubble'owie lądują w dalekiej przyszłości, w której wszystko jest zautomatyzowane.

## Obsada głosowa
- Henry Corden – Fred Flintstone
- George O’Hanlon – George Jetson
- Mel Blanc –
  - Barney Rubble,
  - Dino,
  - Kosmoski
- Jean Vander Pyl –
  - Wilma Flintstone,
  - Rosie
- Penny Singleton – Jane Jetson
- Julie McWhirter –
  - Betty Rubble,
  - Ofra Plota,
  - inwestor,
  - członkini zarządu,
  - tancerka haremu
- Janet Waldo –
  - Judy Jetson,
  - CHERYL
- Daws Butler –
  - Elroy Jetson,
  - Słoneczny,
  - Henry Kometa
- Don Messick –
  - RUDI,
  - Astro,
  - Mac
- John Stephenson – Łupek

## Wersja polska
Opracowanie i udźwiękowienie wersji polskiej: Studio Sonica

Reżyseria: Jerzy Dominik

Dialogi: Dariusz Dunowski

Dźwięk i montaż: Agnieszka Stankowska

Organizacja produkcji: Elżbieta Kręciejewska

Udział wzięli:
- Włodzimierz Bednarski – Fred Flintstone
- Małgorzata Drozd – Wilma Flintstone
- Mieczysław Morański –
  - Barney Rubble,
  - RUDI,
  - sprzedawca Kwieciska

- Lucyna Malec –
  - Betty Rubble,
  - tancerka haremu,
  - oburzone klientki

- Ryszard Nawrocki – George Jetson
- Iza Dąbrowska – Jane Jetson

- Joanna Wizmur –
  - Elroy Jetson,
  - robot-budzik

- Krystyna Kozanecka – Judy Jetson
- Zofia Gładyszewska – Rosie
- Stanisław Brudny –
  - Kosmoski,
  - Ben Łupek

- Zbigniew Suszyński –
  - Dino,
  - papuga-radio,
  - strażnik,
  - pająk,
  - ptak z gumą,
  - zwolnione roboty,
  - ptak-klucz nastawny,
  - prowadzący talk-show,
  - oburzeni klienci,
  - ptak-dzwonek

- Andrzej Arciszewski –
  - Astro,
  - inwestor #2

oraz:
- Anna Apostolakis –
  - Ofra Plota,
  - inwestorka
- Jarosław Boberek –
  - komentator turnieju,
  - konferansjer,
  - inwestor #1

- Jarosław Domin –
  - pterozaur #2,
  - ptak-budzik,
  - ptak do konserw,
  - gracz w kasynie,
  - ptak w aparacie fotograficznym,
  - ptak-telefon
- Andrzej Gawroński – Henry Kometa

- Jacek Jarosz – Goldberg

- Cezary Kwieciński –
  - Mac,
  - zwolnione roboty
- Zuzanna Lipiec –
  - CHERYL,
  - pamiętnik,
  - głos w zakładzie,
  - wykrywacz szpiegów
- Leopold Matuszczak – Słoneczny
- Dariusz Odija –
  - Iggy Piaskowiec,
  - potomek Iggy'ego Piaskowca z przyszłości,
  - świniozaur,
  - dinozaur-kosiarka

- Jan Janga-Tomaszewski –
  - Turek Smolnik,
  - inwestor #3
- Jerzy Dominik –
  - pterozaur #1,
  - Dan Rakieta,
  - ptak-gwizdek,
  - rycerz

Kierownictwo muzyczne: Marek Krejzler

Tekst piosenek: Marek Robaczewski

Śpiewali: Anna Apostolakis, Olga Bończyk, Jacek Bończyk, Dariusz Odija